# Recyclage au Brésil

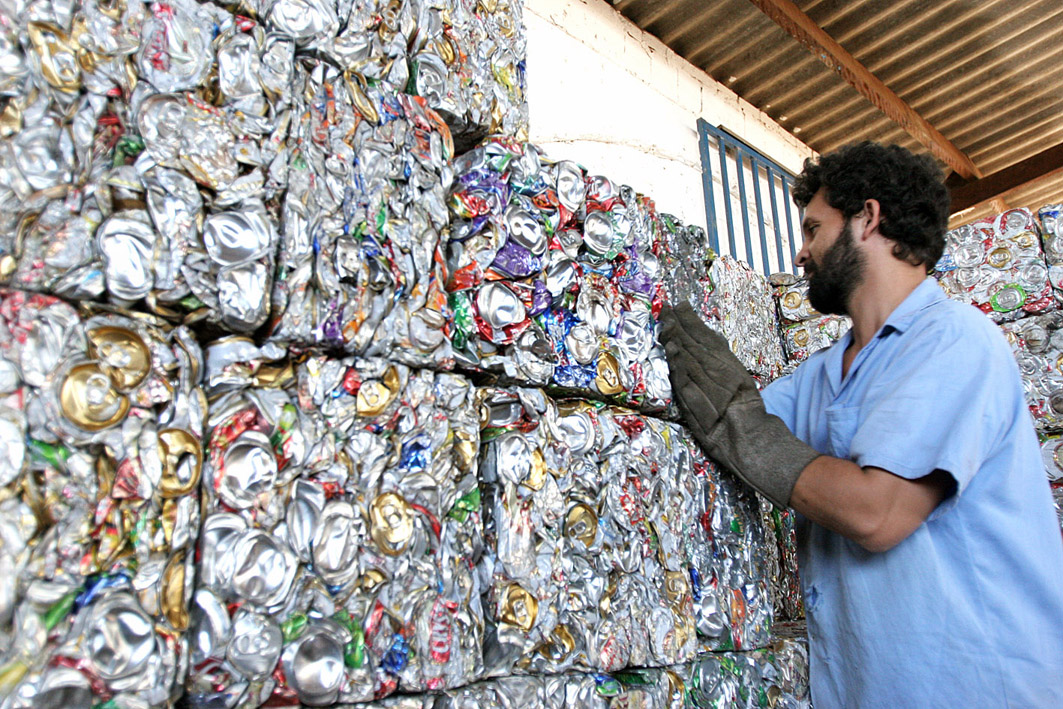
Boîtes d'aluminium compactées dans une installation de recyclage brésilienne.

Le recyclage au Brésil représente l'ensemble des initiatives et dispositifs mis en place au Brésil pour le recyclage des produits usagés.
Le taux global de recyclage au Brésil est de 4%, selon Abrelpe (Associação Brasileira de Empresas de Limpeza Pública e Resíduos Especiais), mais il varie beaucoup d'une ville à l'autre. Le Brésil ne dispose pas de programmes de recyclage municipal structurés. Seulement 6,4% des municipalités brésiliennes ont des programmes officiels de recyclage des déchets, et plus de 70% des Brésiliens ne séparent pas leurs matériaux recyclables dans des poubelles appropriées. La récupération des matériaux recyclables est largement laissée aux chiffonniers, qui gagnent leur vie en collectant des matériaux recyclables et en les vendant à des entreprises de recyclage privées.
Les principales entreprises au Brésil jouent un rôle de premier plan dans l'organisation de la collecte de recyclage dans les grandes villes du pays. En 1992, des entreprises privées de différents secteurs ont créé le Brazilian Business Commitment for Recycling (CEMPRE), une organisation à but non lucratif œuvrant pour la promotion du recyclage dans le cadre d'une gestion globale des déchets, afin de construire une meilleure image environnementale pour leurs associés,,. CEMPRE tente d'accroître la sensibilisation de la communauté aux problèmes du recyclage et des déchets solides par le biais de publications, de recherches techniques, de séminaires et de bases de données,,.

## Collecteurs de déchets

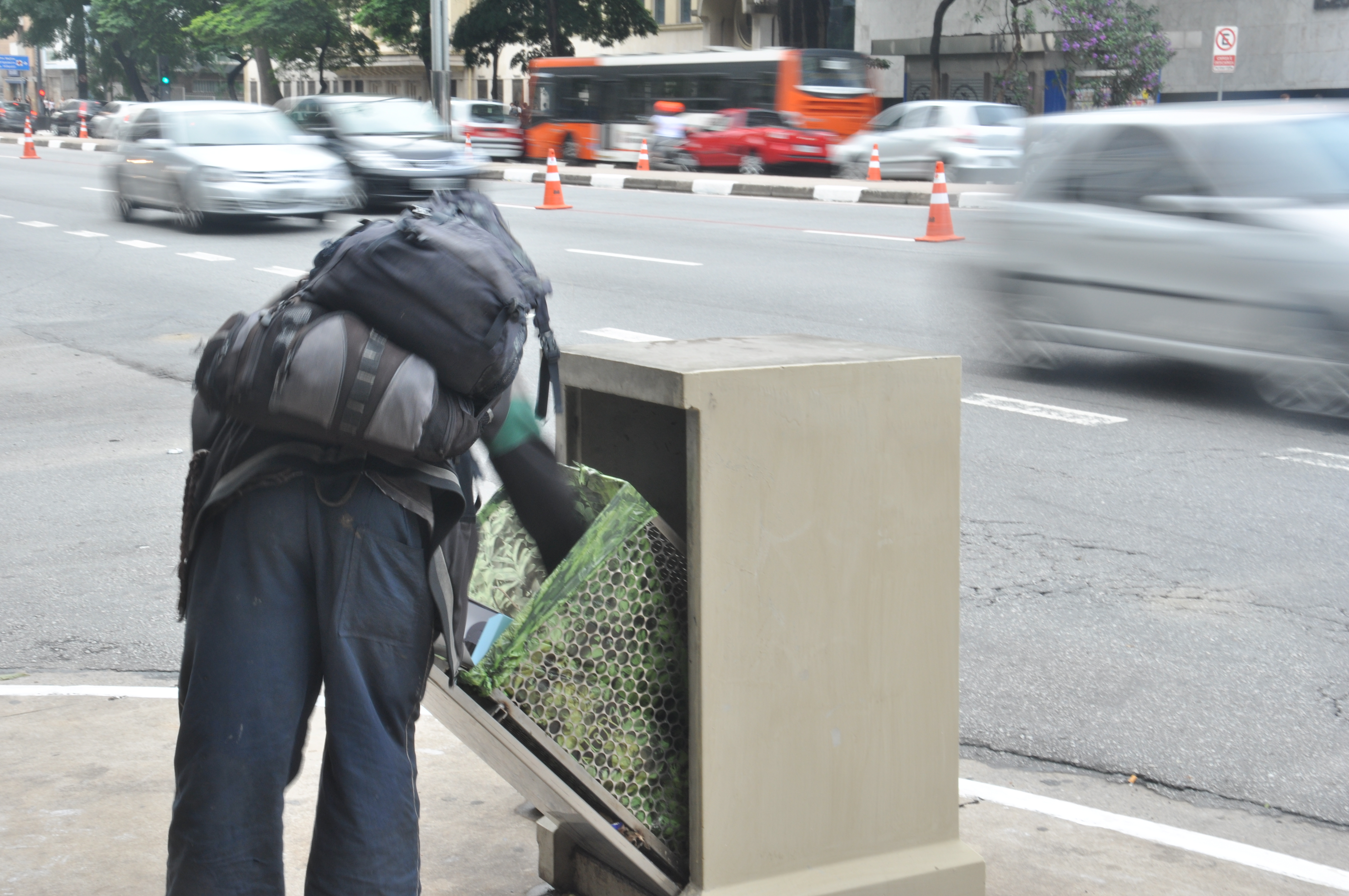
Collecteurs de déchets

La collecte des matériaux recyclables au Brésil repose principalement sur les chiffonniers. Les activités de chiffonniers sont soutenues par le gouvernement. Au Brésil, le chiffonnage est désormais reconnu comme une profession, et les chiffonniers organisés sont considérés comme des acteurs légitimes pouvant exprimer leurs opinions aux niveaux local, étatique et national. Le recyclage rencontre des difficultés à progresser au Brésil. Seulement 41,4% de la population a accès à la collecte sélective.
Selon une recherche menée par Abrelpe en 2019, les matériaux recyclables qui finissent dans les décharges de manière inappropriée entraînent une perte annuelle de 14 milliards de reais. Cette perte aurait pu être allouée aux chiffonniers qui gagnent leur vie en collectant des matériaux recyclables.
Un programme national, nommé "Projet intégré de gestion des déchets solides et de financement carbone", développe des stratégies pour intégrer les chiffonniers dans les systèmes locaux de gestion des déchets. L'organisation des activités de chiffonnage en coopératives de recyclage (en) a également été l'une des principales activités de CEMPRE.

## Matériaux recyclés

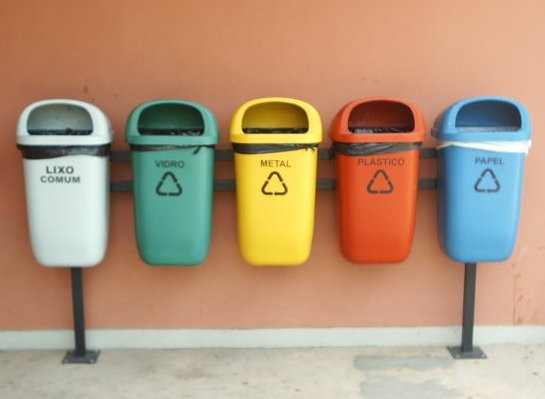
Bacs de tri sélectif

Le Brésil est l'un des pays qui recycle le moins au monde, derrière le Yémen et la Syrie, et bien en dessous de la moyenne mondiale, qui est de 9%. Au Brésil, les principaux matériaux recyclés sont l'aluminium, l'acier, le verre, le papier et les plastiques. Ils recyclent également les piles, l'huile de cuisson, les matériaux laminés, les réfrigérateurs, etc., Les résultats du recyclage du plastique sont considérablement bas, mais le taux de recyclage de l'aluminium est l'un des plus élevés au monde.

### Papier
L'industrie du papier au Brésil représente 1% du PIB. En 2006, le Brésil a recyclé 3,9 millions de tonnes, soit 45% des matériaux papier produits cette année-là. Si l'on ne prend en compte que le papier utilisé dans les emballages, le taux de recyclage est encore plus élevé, atteignant 70%. Au Brésil, les industries consomment 2,8 millions de tonnes de papier recyclé. Le volume de recyclage du papier au Brésil varie considérablement d'une région à l'autre. Dans les régions sud et sud-est, les taux de recyclage sont élevés, atteignant respectivement 64% et 44%; tandis qu'il est de 16% dans les autres régions.

### Canettes en aluminium
En 2021, le pays a réussi à recycler 98,7% des canettes en aluminium, ce qui représente environ 33 milliards de canettes en aluminium. Depuis 1990, c'est le taux le plus élevé de l'histoire du recyclage des canettes, et c'est également l'un des plus élevés au monde.
L'aluminium est collecté et stocké par une chaîne d'environ 2 000 collecteurs de ferraille. 50% des collecteurs sont des industries, et les autres sont des supermarchés, des écoles, des entreprises et des entités caritatives. Malgré ce résultat excellent pour les canettes en aluminium, le recyclage d'autres produits reste encore largement faible.

### Cannettes et boîtes de conserve en acier
Au Brésil, seulement 5% des canettes sont en acier. En 2007, le taux de recyclage des boites de conserves généralement en acier au Brésil était de 49%. La fraction totale d'acier recyclé au Brésil, y compris l'acier provenant des vieilles voitures, des appareils électroniques ménagers et des déchets de construction, est estimée à 70%.

### Pneus

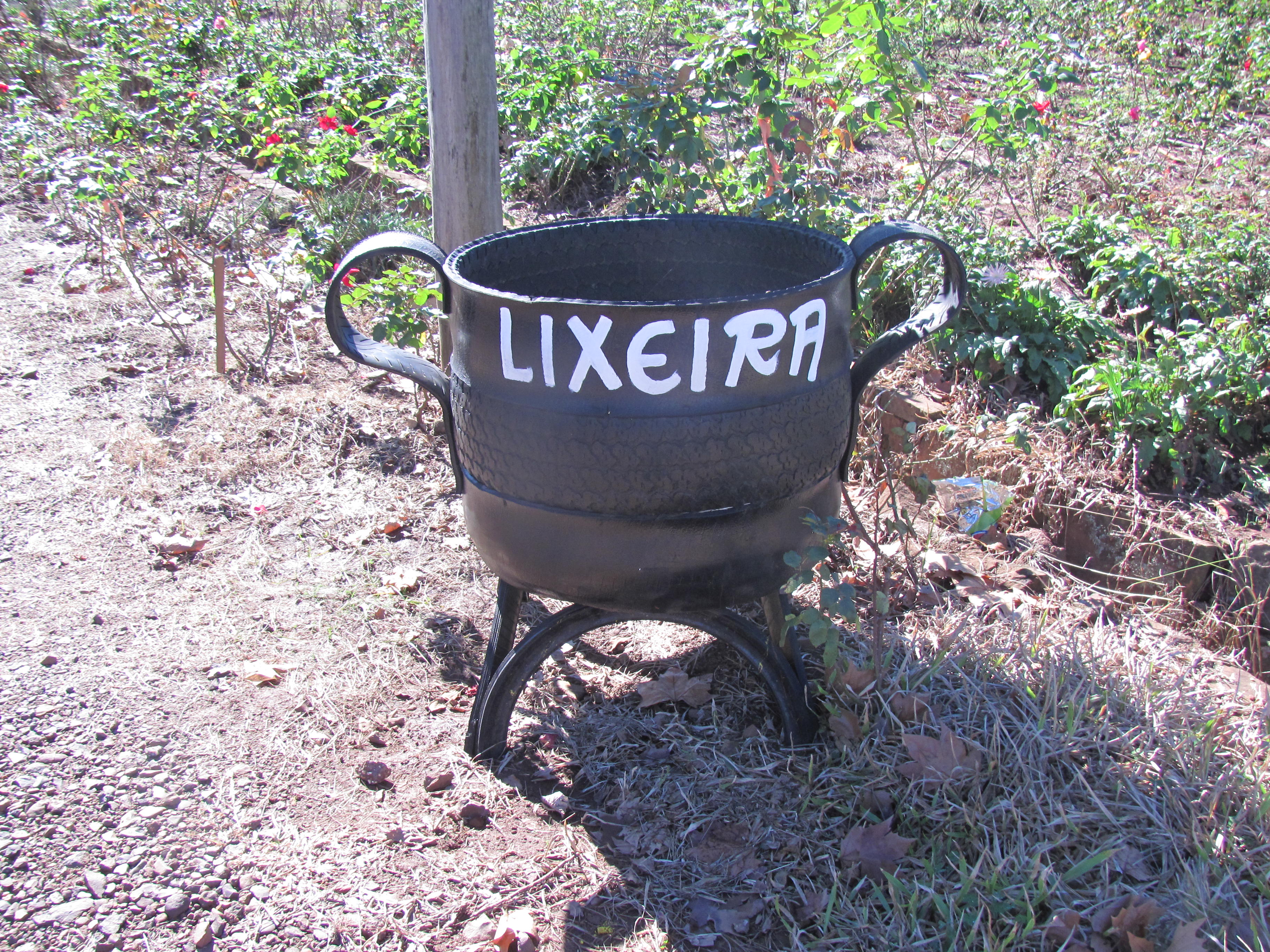
Conteneur à déchets fabriqué à partir de pneus.

57% des 260 000 tonnes de pneus usagés estimés jetés chaque année au Brésil ont été envoyés dans des fours à ciment dans le pays. Au Brésil, les pneus usagés sont utilisés pour créer des récifs artificiels en mer afin d'augmenter la production de poissons. L'énergie peut être récupérée en brûlant les pneus dans des fours contrôlés, car chaque pneu contient l'équivalent de 9,4 litres de pétrole.

### Plastique
Le Brésil est le 4e plus grand producteur de déchets plastiques au monde, derrière les États-Unis, la Chine et l'Inde. Le Brésil produit environ 11,3 millions de tonnes de déchets plastiques chaque année, mais seulement 1,2% est recyclé. Chaque Brésilien produit environ 1 kg de déchets plastiques par semaine. De plus, 60% du plastique recyclé provient de déchets industriels et 40% de déchets urbains.

### Réfrigérateur
Il existe au Brésil un programme complet de recyclage des réfrigérateurs. Ils recyclent les réfrigérateurs et les congélateurs afin de réduire le réchauffement climatique, car ils contiennent des chlorofluorocarbones (CFC), qui sont des gaz appauvrissant la couche d'ozone et ayant un potentiel de réchauffement global (PRG) extrêmement élevé.